# رنگینک شاخ‌سرخ
رنگینک شاخ‌سرخ (نام علمی: Pipra cornuta) نام یک گونه از سرده رنگینک است.